# Gendarmerie nationale togolaise

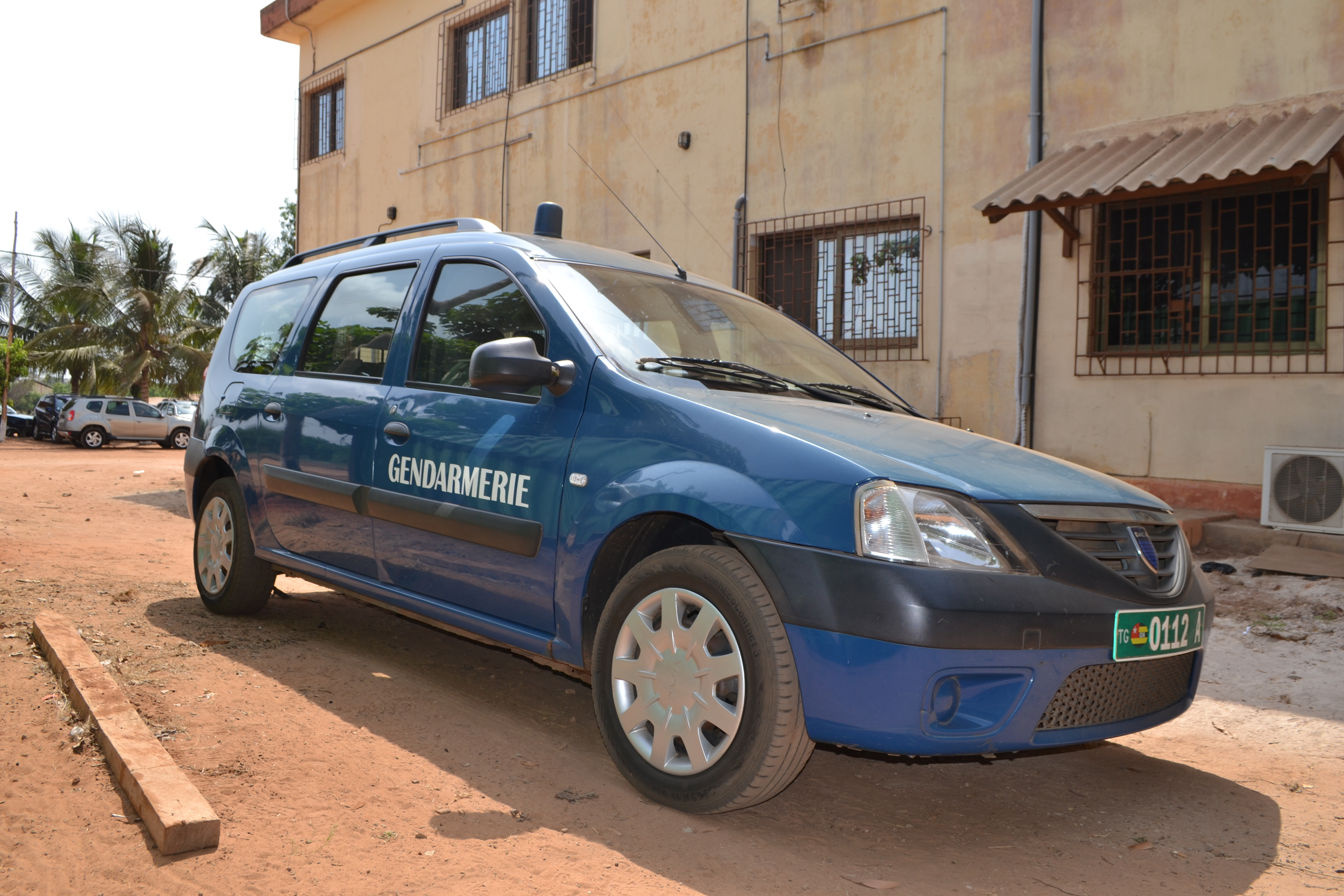
Dacia Logan de la Gendarmerie nationale togolaise.

La Gendarmerie nationale togolaise est une branche des Forces armées. Ses 2 710 gendarmes assurent la protection des personnes et des biens en zone rurale, la surveillance des routes et des voies de communication et participent aux secours des populations sinistrées.

## Histoire
La Gendarmerie Nationale dont les origines remontent à l’époque coloniale est créée le 17 septembre 1942 et faisait partie de la Gendarmerie de l’Afrique Occidentale Française (AOF). Le 3 août 1956, un arrêté réglementait les conditions d’emploi de la Gendarmerie du Togo alors qu’un décret signé le 22 août 1961 régissait son organisation administrative. Elle a alors fonctionné jusqu’en octobre 1995 où elle s’est dotée de sa structure organisationnelle actuelle par décret présidentiel. 

## Organisation
La GNT est articulée  entre :
- des Organes Centraux implantées  pour la plupart à Lomé. Il s’agit  notamment de :
  - la Direction générale
  - La ou les légions de la Gendarmerie Nationale dont 1 pour la capitale.
  - La Garde Républicaine.
  - Le Groupement des formations spécialisées de la Gendarmerie associant Section de Recherche et d'intervention à une Unité spéciale d'Intervention de la Gendarmerie Nationale.
  - L’École Nationale de Gendarmerie.
- Organes régionaux représentés par les Groupements de Gendarmerie eux-mêmes subdivisés en Groupes d’Escadrons regroupant des compagnies et des brigades.

### La légion de gendarmerie (LG) togolaise
Au Togo, la Légion de Gendarmerie est un organe de commandement : elle comprend toutes les unités territoriales et d’intervention de Gendarmerie implantées sur un ensemble de régions administratives. La LG est commandée par un officier de Gendarmerie. Il a rang de Chef de corps. Il est nommé par arrêté ministériel.

### La Garde Républicaine (Gr) togolaise
Imitant la Garde républicaine française, la GRT a pour mission de protéger le chef de l'état et les  membres du gouvernement togolais.

## Armement

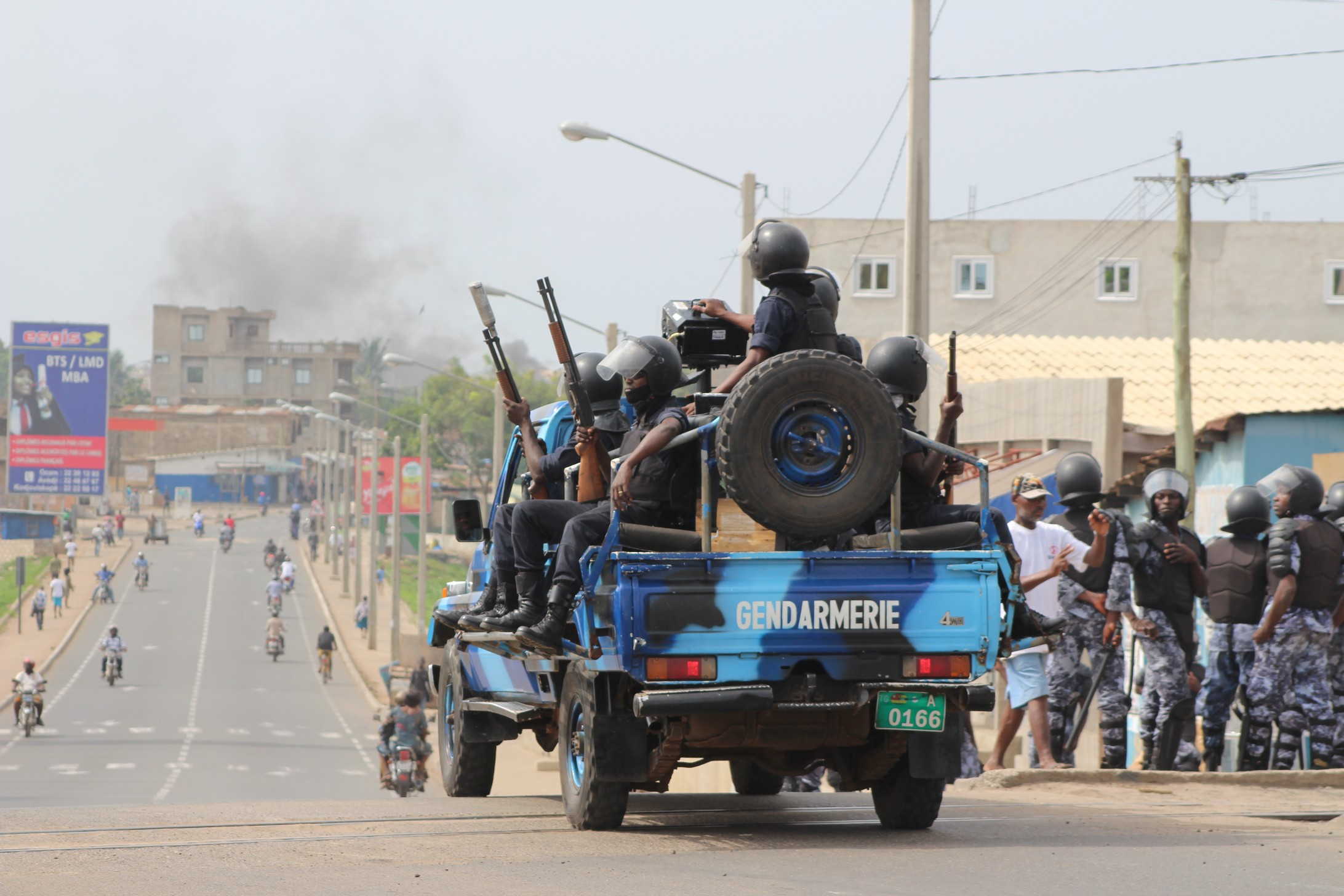
Des gendarmes togolais à Lomé en octobre 2017.

À l'exception du MR 73 en service uniquement dans les Garde Républicaine et Unité Spéciale d'Intervention de la Gendarmerie, les armes de services des gendarmes togolais sont les mêmes que ceux de l'Armée de terre :

## Sources
- (fr) Site officiel des forces armées Togolaises